# Правило более короткого срока
Правило более короткого срока (правило о сравнении сроков) — одно из правил международного авторского права, суть которого заключается в определении правового статуса охраны произведения: оно считается перешедшим в общественное достояние в отдельной стране, если это произошло по законам данной страны или страны происхождения произведения.

## Основной принцип
Международные договоры, такие как Бернская конвенция или Всемирная конвенция об авторском праве (ВКАП) работают через национальные режимы: страны, подписавшие договоры, соглашаются предоставить защиту авторских прав для зарубежных работ в соответствии с их законами и теми же правилами, какие они предоставляют для отечественных работ. Если работа имеет право на защиту, то срок охраны авторского права регулируется законами отдельно взятой страны, где авторское право на произведение заявляется. Бернская конвенция, а также ВКАП определяют только минимальные требования к авторским правам, которым должны следовать имплементировавшие их государства, но в то же время любое из них имеет право выйти за пределы этих минимальных знаменателей в своих законодательствах. Это наиболее заметно на сроке охраны авторских прав. Бернская конвенция устанавливает минимальный общий срок охраны в 50 лет после смерти автора (50 лет p.m.a.). Несмотря на это, законодательствами многих государств установлен более длительный срок охраны, например, 70 лет p.m.a., или даже 100 лет p.m.a..
Таким образом, одно и то же произведение может быть защищено авторским правом на разные сроки в разных государствах (так как правила авторского права каждой страны применяются в пределах своей юрисдикции, независимо от страны происхождения произведения). Авторское право на одно произведение может закончится в странах с минимальным сроком охраны, но будет действовать в других странах, имеющих более длительные сроки защиты авторского права. Национальный режим может, таким образом, привести к некоему дисбалансу: произведения из стран с минимальными сроками охраны больше защищены в других странах с более длительными сроками авторского права. В подобной ситуации произведение из государства, выходящего за рамки минимальных требований договоров, возможно, уже перешло в общественное достояние в зарубежных странах с более коротким сроком охраны, но по-прежнему защищено на родине.
В таких случаях правило более короткого срока делает поправку в исключения национальных законов. Страны с долгосрочной охраной авторских прав могут применять к иностранным работам тот срок, какой установлен в стране происхождения произведения, если он короче национального.
|                          | Срок защиты в стране А (70 лет p.m.a.) | Защита в стране А (70 лет p.m.a., правило более короткого срока) | Защита в стране Б (50 лет p.m.a.) |
| ------------------------ | -------------------------------------- | ---------------------------------------------------------------- | --------------------------------- |
| Произведения из страны А | 70 лет p.m.a.                          | 70 лет p.m.a.                                                    | 50 лет p.m.a.                     |
| Произведения из страны Б | 70 лет p.m.a.                          | 50 лет p.m.a.                                                    | 50 лет p.m.a.                     |

## Международные договорённости

### Бернская конвенция
Статья 7 (8) Бернской конвенции гласит:
В любом случае срок определяется законом страны, в которой истребуется охрана; однако если законодательством этой страны не предусмотрено иное, этот срок не может превышать срок, установленный в стране происхождения произведенияПункт 8 статьи 7 Бернской конвенции по охране литературных и художественных произведений от 9 сентября 1886 года
Опять же, применение этого правила не является обязательным. Любая страна может «предусмотреть иное» в своём законодательстве. Чтобы сделать это, не нужно включать чёткие исключения на внутреннее авторское право, как, например, это сделали Соединённые Штаты.
Бернская конвенция также устанавливает в статье 5 (2), что пользование и осуществление авторского права
...не зависят от существования охраны в стране происхождения произведения. Следовательно, помимо установленных настоящей Конвенцией положений, объем охраны, равно как и средства защиты, представляемые автору для охраны его прав, регулируются исключительно законодательством страны, в которой истребуется охранаПункт 2 статьи 5 Бернской конвенции по охране литературных и художественных произведений от 9 сентября 1886 года
Это определяется национальным режимом, а также делает существование авторского права на произведение в одной стране независимым от существования авторского права на работу в других странах (Lex loci protectionis).
В исследовании, опубликованном ВОИС в 2010 году, говорится, что вычисление срока охраны прежде всего потребует информации о том, отменила ли страна действие статьи 7 (8) Бернской конвенции у себя, после чего возникает необходимость определения страны происхождения произведения и определение установленной в ней продолжительности охраны для сравнения с продолжительностью охраны в стране, в которой испрашивается эта охрана.

### Всемирная конвенция об авторском праве
Пункт 4 статьи IV Всемирной конвенции об авторском праве гласит:
Ни одно Договаривающееся Государство не обязано обеспечивать охрану произведения в течение срока более продолжительного, чем срок, установленный для произведений данной категории законом Договаривающегося Государства, чьим гражданином является автор, если речь идет о не выпущенном в свет произведении, или, если речь идет о выпущенном в свет произведении, - законом Договаривающегося Государства, в котором произведение впервые выпущено в светВКАП, статья IV, пункт 4, 6 сентября 1952
Отвечая на озабоченность японской делегации, председатель конференции пояснил, что это правило относится и к случаю классов произведений, которые не были вовсе защищены авторским правом в своей стране, так как они будут иметь срок авторского права равный нулю. Таким образом, другие страны не обязаны предоставлять авторские права на такие работы, даже если в иностранном государстве они охраняются.

## Международная ситуация
| Государство              | Правило более короткого срока?                                                                          | Законодательный акт |
| ------------------------ | --- | --- |
| Албания                  | Да | Ст. 24, Law No. 9380 of May 28, 2005 |
| Андорра                  | Нет | Переходные положения, Law on Copyright and Related Rights of 1999 |
| Антигуа и Барбуда        | Да | Ст. 153(3), Copyright Act, 2002 |
| Аргентина                | Да | Ст. 15, Law No. 11.723 of September 28, 1933 — Legal Intellectual Property Regime Архивная копия от 2 февраля 2016 на Wayback Machine |
| Армения                  | Нет, если общественное достояние в стране происхождения на дату Ст. 45 не вступило в силу               | Ст. 71, Copyright, Law, 2006 Архивная копия от 17 ноября 2015 на Wayback Machine |
| Австралия                | Нет, за искл. опубликованных произведений                                                               | Пункт 4, Пункт 5, Copyright (International Protection), Regulations, as consolidated 2005 Архивная копия от 2 февраля 2016 на Wayback Machine |
| Бельгия                  | Да, только для участников Бернской конвенции                                                            | Ст. 3, Copyright (Adjacent Rights), Law No. 370-XІІІ, consolidated 2008 Архивная копия от 5 февраля 2016 на Wayback Machine |
| Бразилия                 | Нет | Гл. 1 Ст. 2 Copyright, Law, 19/02/1998, No. 9.610 Архивная копия от 3 декабря 2016 на Wayback Machine |
| Канада                   | Да, кроме стран НАФТА                                                                                   | Ст. 9(2), Copyright Act, R.S., c. C-30 Архивная копия от 2 февраля 2016 на Wayback Machine |
| Китай                    | Нет | Ст. 2, § 2 и § 4, Copyright Law of the People’s Republic of China as consolidated in 2010 Архивная копия от 2 февраля 2016 на Wayback Machine |
| Колумбия                 | Нет | Ст. 11, Ley 23 de 1982 Архивная копия от 3 июля 2017 на Wayback Machine |
| Кот-д’Ивуар              | Нет | Art. 4, Loi no. 96-564 du 25 juillet 1996 Архивная копия от 5 февраля 2016 на Wayback Machine |
| Чехия                    | Да | Сек. 107, § 4 Law No. 121/2000 Coll. |
| Доминиканская Республика | Да | Ст. 21 Law No. 65-00 on Copyright of August 21, 2000 |
| Европейский союз         | Да (только не для членов ЕАЗ)                                                                           | Ст. 7(1), Directive 2006/116/EC of the European Parliament and of the Council of 12 December 2006 on the term of protection of copyright and certain related rights Архивная копия от 22 октября 2013 на Wayback Machine                          |
| Гватемала                | Да | Ст. 43, Law on Copyright and Related Rights, с поправками, внесенными 1 ноября 2000 года |
| Гондурас                 | Да | Article 44 of Decreto 4 99 E: Ley del derecho de autor y de los derechos conexos |
| Гонконг                  | Да | Ст. 198(3)(b), 229(8)(b), 229A(6)(b), Copyright Ordinance (Cap. 528) Архивная копия от 28 декабря 2005 на Wayback Machine |
| Исландия                 | Нет | Ст. 61a, Copyright, Act, as consolidated in 2008 Архивная копия от 2 февраля 2016 на Wayback Machine |
| Индия                    | Да для стран из официального списка                                                                     | Ст 7, Copyright, Order, 1991 Архивная копия от 2 февраля 2016 на Wayback Machine, с поправками, внесёнными в 1999 и 2000 годах |
| Индонезия                | Нет | Ст. 76c, Law of the Republic of Indonesia Number 19 Year 2002 Regarding Copyright, вступил в силу в июле 2003 года |
| Израиль                  | Да | Ст. 44, Copyright, Act, 2007 Архивная копия от 2 февраля 2016 на Wayback Machine |
| Япония                   | Да | Ст. 58, Law No. 48 of 6 May 1970 Архивная копия от 2 февраля 2016 на Wayback Machine, с поправками, внесёнными в 2006 году |
| Республика Корея         | Да | Ст. 3(4), Korean Copyright Act No. 11110 Архивная копия от 9 августа 2018 на Wayback Machine |
| Ливан                    | Нет | Гл. 4, Copyright, Law, 03/04/1999, n° 75 Архивная копия от 2 февраля 2016 на Wayback Machine |
| Макао                    | Да | Ст. 51, Decree-Law 43/99/M of August 16, 1999 Архивная копия от 7 июля 2014 на Wayback Machine |
| Мексика                  | Нет | Ст. 29, Ley Federal del Derecho de Autor (1996) Архивная копия от 2 февраля 2016 на Wayback Machine, изменённый в Ley Federal del Derecho de Autor (2003) Архивная копия от 2 февраля 2016 на Wayback Machine                                     |
| Новая Зеландия           | Нет, если общественное достояние в стране происхождения на 15 декабря 1994 года не вступило в силу      | Ч. 11 Сек. 230.3(b), Copyright Act 1994 No 143 (as at 07 July 2010) Архивная копия от 22 января 2016 на Wayback Machine |
| Нигерия                  | Нет | Ст. 4A и 33, Copyright, Act (Consolidation Ch. 68), 1988 (1999), No. 47 (No. 42) Архивная копия от 2 февраля 2016 на Wayback Machine, вытеснен Copyright Act (Chapter C.28, as codified 2004) Архивная копия от 2 февраля 2016 на Wayback Machine |
| Норвегия                 | Да | Ст. 6, Regulations concerning the Application of the Copyright Act to Works connected with Other Countries Архивная копия от 2 февраля 2016 на Wayback Machine                                                                                    |
| Оман                     | Нет | Ст. 24, Royal Decree No. 37/2000 promulgating the Law on the Protection of Copyrights and Neighboring Rights Архивная копия от 2 февраля 2016 на Wayback Machine                                                                                  |
| Пакистан                 | Да для стран, указанных в официальном списке                                                            | Ч. XI п. 54(iii), The Copyright Ordinance, 1962 (Act No. XXXIV) Архивная копия от 3 марта 2013 на Wayback Machine и Раздел расписания (с. 43), International Copyright Order, 1968 (18 June 2000)                                                 |
| Парагвай                 | Нет | Ст. 180, Copyright, Law, 27/08/1998, No. 1328 Архивная копия от 5 февраля 2016 на Wayback Machine |
| Филиппины                | Нет, хотя может применяться правило взаимности раздела 231                                              | Раз. 221.2 и 224.2, Republic Act No. 8293 |
| Россия                   | Да | Часть 4 статьи 1256. Действие исключительного права на произведения науки, литературы и искусства на территории Российской Федерации |
| Сент-Винсент и Гренадины | Нет | Ст. 6(b), Copyright Act, 2003 |
| Сингапур                 | Да | С. 4, Copyright (International Protection) Regulations Архивная копия от 2 февраля 2016 на Wayback Machine |
| Словакия                 | Да | Сек. 2, § 4 Copyright Act (Law No. 618/2003 Coll.) |
| Швейцария                | Нет | Ч. 6, Federal Law on Copyright and Neighboring Rights Архивная копия от 2 февраля 2016 на Wayback Machine |
| Китайская Республика     | Да | Ст. 106bis, Copyright Act Архивная копия от 6 июля 2017 на Wayback Machine |
| Таиланд                  | Да | Ст. 61, Copyright Act of B.E. 2537 (1994) Архивная копия от 2 февраля 2016 на Wayback Machine |
| Турция                   | Нет, если общественное достояние в стране происхождения на дату поправки к статье 88 не вступило в силу | Ст. 88, Copyright Act в дополнение к Ст. 2 |
| США                      | Нет, если только работа не была в общественном достоянии на «дату восстановления»                       | 17 USC 104(c) и 17 USC 104A |
| Венесуэла                | Нет | Ст. 126, Ley sobre el Dercho de Autor as modified by the Decreto del 14 de agosto de 1993 Архивная копия от 2 февраля 2016 на Wayback Machine |

## Ситуация в США
Соединённые Штаты более 100 лет не подписывали Бернскую конвенцию, а когда это произошло в 1988 году, потребовались изменения в законодательстве. До этого момента, права иностранных авторов не были в полной мере защищены на территории США.
После подписания Соединёнными Штатами Бернской конвенции литературных и художественных произведений, Конгресс явно дал понять, что договор не имеет прямого действия в США в Разделе 2 Закона об имплементации Бернской конвенции. Из нового закона стало ясно, что США реализует на своей территории защиту авторского права в соответствие с требованиями имплементированной конвенции (хотя изначально § 18 (1) Бернской конвенции не был реализован, это исправили в Законе о соглашениях Уругвайского раунда в 1994 году). Однако, федеральное законодательство имеет бо́льшую силу для правообладателей в США.
Чтобы требования Бернской конвенции вступили в силу, их необходимо было прописать в законе США об авторском праве, таким образом они бы стали частью федерального законодательства. Но Глава 17 Кодекса США не содержит статей, описывающих правило более короткого срока. Единственное упоминание о сроках охраны иностранных граждан было добавлено в 1994 году в Закон о соглашениях Уругвайского раунда и стало частью Кодекса как статья 104A главы 17. Этот закон автоматически восстановил авторские права для многих зарубежных работ, если они уже перешли в общественное достояние в стране их происхождения (на 1 января 1996 года для большинства зарубежных стран). Таким образом, в США нет правила более короткого срока в соответствие с законодательством государства. Все иностранные работы защищаются так же, как и американские (например, 70 лет после смерти автора, если он известен).

### Прецедентное право
В 1985 в США шли судебные слушания по делу Hasbro Bradley, Inc. против Sparkle Toys, Inc. (780 °F.2d 189 (2d Cir 1985)). Hasbro Bradley продавала японские игрушки на территории США под исключительной лицензией и заявила авторские права на эти игрушки. Sparkle Toys продавали точные копии этих игрушек. В итоге, Sparkie Toys пришлось отвечать в суде перед Hasbro Bradley. Так как в 1985 году США ещё не имплементировали Бернскую конвенцию, судья используя прецедентное право решил, что авторские права принадлежат Hasbo Bradley, хотя игрушки и не имели уведомлений об авторских правах. На самом деле игрушки такого вида в Японии, откуда позаимствовали идею американские компании, не были защищены авторским правом вообще.
Это дело было подвергнуто критике в 2000 году специалистом по авторскому праву Уильямом Ф. Патри, который посчитал, что судья ошибочно решил, будто США вообще были обязаны выдавать авторские права на эти игрушки. Патри также признаёт, что в соответствии с Бернской конвенцией, США действительно могут предоставлять авторские права на зарубежные работы, даже если такие работы не были защищены в странах их происхождения в соответствии со статьёй 5 (2) Бернской конвенции.
Если дело Hasbro рассматривалось как особый случай до применения Бернской конвенции, то дело Capitol Records, Inc. против Naxos of America, Inc. (4 N.Y.3d 540, 2nd Cir. 2005) шло в 2005 году, уже после её подписания. Крупный американский лейбл Capitol Records заявил авторские права на старые британские звукозаписи 1930-х годов, ставшие общественным достоянием в Великобритании ещё в 1990-х. Naxos Records, конкурирующий с Capitol, стал оспаривать это действие в суде. Звукозаписи представляют особый случай, потому как до 1972 года авторское право на звукозаписи не охватывалось федеральным законодательством, это была прерогатива штатов. Суд пришёл к выводу, что поскольку федеральный закон на аудиозаписи не распространялся, а Бернская конвенция не имеет отношения к аудиозаписям, Римская конвенция не могла иметь силы над законодательством штата Нью-Йорк, иск не следует удовлетворять. Не имело значения, что с 1996 года эти аудиозаписи находятся в общественном достоянии у себя на родине.

### Двусторонние соглашения
После принятия Международного закона об авторском праве, подписанного 3 марта 1891 года и вступившего в силу 1 июля того же года, Соединённые Штаты заключили ряд двусторонних соглашений об авторском с зарубежными странами. В 1891 году были заключены двусторонние договоры с Бельгией, Францией, Испанией и Соединённым Королевством, в 1892 году были заключены договоры с Германией и Италией; в 1893 году с Данией и Португалией; в 1896 году с Чили и Мексикой и в 1899 году с Коста-Рикой и Нидерландами. Эти договоры остаются в силе даже после принятия нового Закона Соединённых Штатов об авторском праве 1976 года, если «не будут прекращены, приостановлены или пересмотрены президентом». Договор с Германией, действующий с 1892 года, был применён в немецком суде в 2003 году.

## Ситуация в Евросоюзе
В Европейском Союзе авторские права между государствами-членами были согласованы в Директиве 93/98/EEC о согласовании сроков охраны авторских прав. Эта директива вступила в силу 1 июля 1995 года и подняла продолжительность охраны авторских прав во всём Евросоюзе до 70 лет после смерти автора. Также директива в статье 7 обязывает страны-участницы соблюдать правило более короткого срока по отношению к государствам не входящим в ЕС. В рамках самого Евросоюза никакое сравнение сроков не применяется, так как такие вопросы унифицированы в рамках всего союза, однако государства могут изменить ситуацию в рамках двусторонних соглашений самостоятельно. Эта директива была заменена в 2006 году с выходом обновлённой Директивы 2006/116/EC.
Германия расширяет неприменимость правила более короткого срока для всех членов Европейской экономической зоны в § 120 закона Urheberrechtsgesetz. Он также не применяет сравнение сроков для работ из США. В судебном процессе, шедшем в 2003 году в Франкфурте-на-Майне, суд рассматривал правило более короткого срока между Германией и Соединёнными Штатами и пришёл к выводу, что между ними это право неприменимо из-за двустороннего договора, подписанного ещё в 1892 году. Этот договор остаётся в силе и по сей день, однако не содержит упоминания о сравнении сроков охраны (в XIX веке не было такого понятия), вместо этого он констатирует, что произведения любой из двух стран должны быть защищены на территории второй в соответствие с её законодательством.
Государства-члены ЕС имплементировали Директиву 93/98/EEC и 2006/116/EC в свои национальные законодательства. Однако это не отменило тот факт, что каждое отдельное государство вправе распоряжаться своим законодательством в своих интересах.